# Cody Linley
Cody Martin Linley, född 20 november 1989 i Lewisville, Denton County, Texas, är en amerikansk skådespelare. 
Linley spelar den kände Jake Ryan i serien Hannah Montana. Han är också med i filmen Haunting Hour som Sean. Filmen släpptes den 24 oktober 2007 och hans motspelare i filmen är Emily Osment, som även hon medverkar i Hannah Montana. År 2008 medverkade han i den sjunde säsongen av TV-programmet Dancing with the Stars, med Julianne Hough som danspartner.